# Sanjay Kapoor
Sanjay Kapoor (ur. 17 października 1965 w Mumbaju) – indyjski aktor bollywoodzkii brat aktora Anil Kapoor i producenta filmowego Boney Kapoora, szwagier aktorki Sridevi. Jego siostra Reena jest żoną Sandeep Marwaha właściciela Marwah Films & Video Studios i Asian Academy of Film & Television. Jest synem producenta filmowego Surinder Kapoora, żoną jego (drugą od 2002 roku) jest z diaspory australijskiej (Maheep Sandhu). Mają dwoje dzieci - Shanaya i Jahaan.
W przeszłości łączony z Tabu, z którą zadebiutował w filmie Prem i z  Sushmita Sen. Popularność zdobył rolą w parze Madhuri Dixit w filmie Raja. Mimo że popularnością nie dorównuje swojemu bratu Anil Kapoorowi jest pozytywnie oceniany  przez krytyków, szczególnie w rolach negatywnych (mąż w szaleństwie Koi Mere Dil Se Poochhe i terrorysta w Qayamat: City Under Threat).

## Filmografia
- Hera Pheri 3 - zapowiedziany (2009)
- Luck by Chance (2009)  ... Ranjit Rolly, reżyser
- Unns (2006) ...
- Sauda (film) (2004) ...
- Jaago (2004) ... Shrikant
- LOC Kargil (2003) ... Maj. Deepak Rampal
- Gdyby jutra nie było (2003) ... Abhay
- Darna Mana Hai (2003) ... Sanjay
- Qayamat: City Under Threat (2003) (jako Kapoor Sanjay) ... Abbas Ramani
- Karishma: A Miracle of Destiny (2003) (mini) TV Serial
- Shakti: The Power (2002) ... Shekhar
- Soch (2002) ... Raj Matthews
- Koi Mere Dil Se Poochhe (2002) ... Dushyant
- Chhupa Rustam: A Musical Thriller (2001) ... Raja/Nirmal Kumar Chinoy
- Sirf Tum (1999) ... Deepak
- Mere Sapno Ki Rani (1997) ... Vijay Kumar
- Zameer: The Awakening of a Soul (1997) ... Kishan
- Auzaar (1997) ... Yash Thakur
- Mohabbat (1997) ... Gaurav Kapoor
- Beqabu (1996) ... Raja Verma/Ronnie
- Kartavya (1995) ...
- Prem (1995) ... Shantanu/Sanjay Verma
- Raja (1995) ... Raja
- Julie
- Anjaane
- Chupa Rustam